# Charles L. Blockson

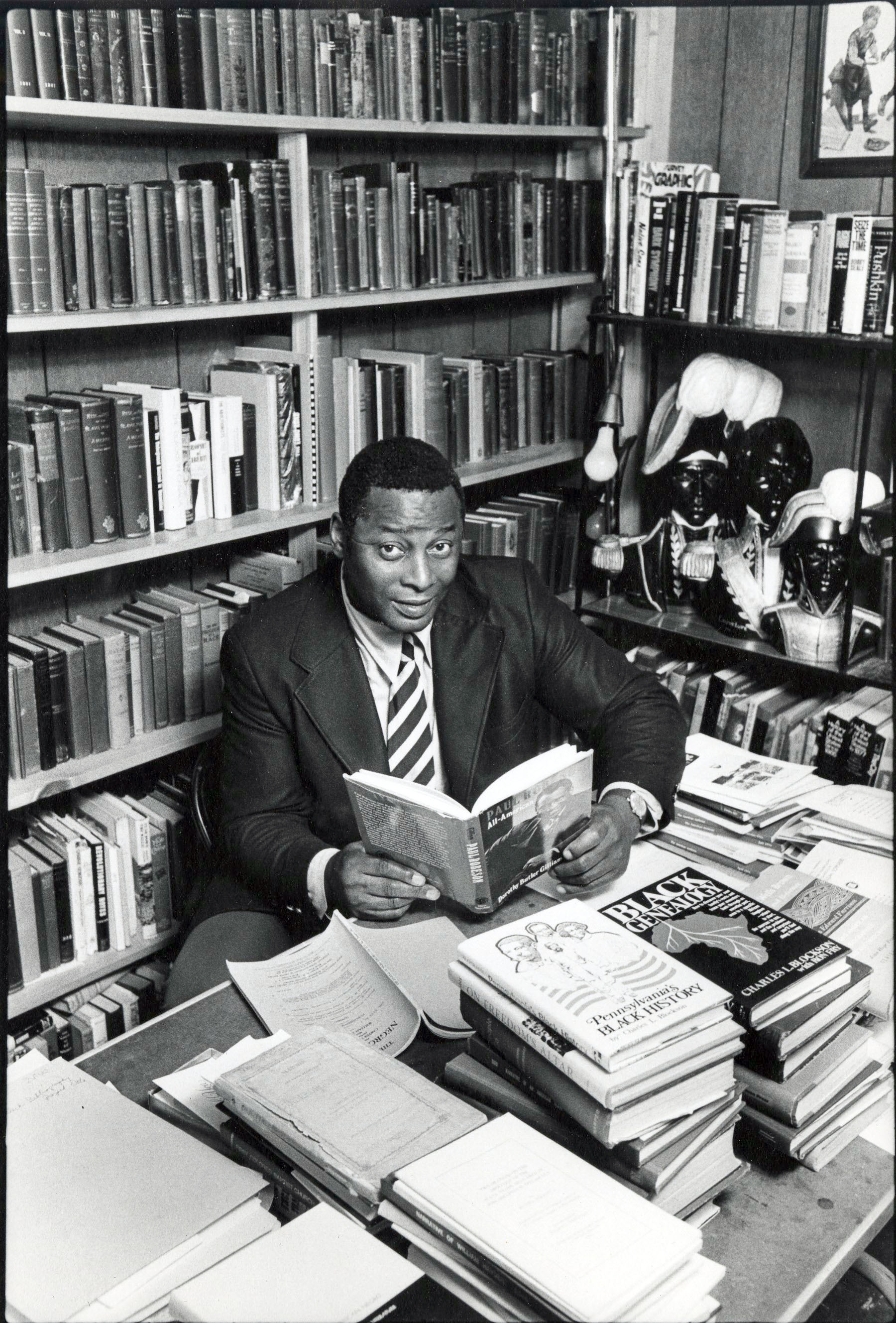
Charles L. Blockson

Charles Leroy Blockson (geboren am 16. Dezember 1933 in Norristown, Pennsylvania; gestorben am 14. Juni 2023) war ein afroamerikanischer Historiker und Gelehrter, der eine große Sammlung zur Geschichte und Kultur der US-Amerikaner afrikanischer Herkunft zusammengetragen hat.

## Leben und Werk
Charles L. Blockson wurde in Norristown, Pennsylvania als Sohn von Annie Parker Blockson und Charles Edward Blockson geboren, als ältester von acht Geschwistern. Seine Kindheit verbrachte er an seinem Geburtsort. Er interessierte sich für Sport (Football) und besuchte das College.
Seit jungen Jahren trug er eine Sammlung von seltenen Materialien zusammen, die die Geschichte der Afroamerikaner dokumentieren. In einem Film von WPSU Penn State berichtet er über ein besonderes Erlebnis in der Schule: Als er in der vierten Klasse (fourth grade) war, sprachen sie bei einer weißen Vertretungslehrerin über amerikanische Geschichte, über George Washington, Thomas Jefferson, Ben Franklin und andere, die zur Errichtung des Landes beigetragen hatten. Er hob seine Hand und fragte sie über die Farbigen, die Negroes, wie sie genannt wurden: „Haben wir eine Geschichte?“ – Sie sagte: „Nein, Charles, Negroes sind dazu geboren, den Weißen zu dienen.“
Charles Blockson ist Autor von gut einem Dutzend Büchern, darunter über die Underground Railroad, für die er ein Experte war. Er ist Autor einer kommentierten Bibliographie von einhunderteinundein einflussreichen Büchern von und über Menschen afrikanischer Herkunft (1556–1982): Auswahl eines Sammlers. Er schrieb auch eine Biographie über das Leben des Photojournalisten John W. Mosley (1907–1969) unter dem Titel: Die Reise des John W. Mosley.
Er initiierte die Aufstellung eines Pennsylvania State Historical Marker an Penn’s Landing in Philadelphia. Auf der im August 2016 enthüllten Tafel kommt Pennsylvanias Rolle im Sklavenhandel zur Sprache. Der Text auf der Tafel lautet:
| The Pennsylvania Slave Trade African people, first enslaved by the Dutch and Swedes, survived the brutal voyage from Africa to the Caribbean islands and the Americas, debarking on the Delaware River waterfront as early as 1639. William Penn, other Quakers, and Philadelphia merchants purchased and enslaved Africans. As the institution of slavery increased, these courageous African people persevered and performed integral roles in building of Pennsylvania and our nation. | Der Pennsylvania-Sklavenhandel Afrikaner, die zuerst von den Niederländern und Schweden versklavt wurden, überlebten die brutale Reise von Afrika zu den Karibikinseln und nach dem amerikanischen Kontinent und wurden bereits 1639 am Ufer des Delaware River ausgeschifft. William Penn, andere Quäker und Kaufleute aus Philadelphia kauften und versklavten Afrikaner. Als die Einrichtung der Sklaverei zunahm, hielten diese mutigen Afrikaner durch und spielten eine wesentliche Rolle beim Aufbau von Pennsylvania und unserer Nation. |

Charles Blocksons erste Sammlung befindet sich seit 1984 als Spende an der Temple University (die Blockson Library), die zweite in der Staatlichen Universität von Pennsylvania (Penn State). Die Charles L. Blockson Afro-American Collection der Temple University Libraries gilt als eine der führenden Einrichtungen der Vereinigten Staaten für das Studium der Geschichte und Kultur der Menschen afrikanischer Herkunft.
Blocksons Familiengeschichte war mit der von Harriet Tubman (ca. 1822–1913) verflochten. Blocksons Vorfahre Jacob Blockson flüchtete mit ihr vor der Sklaverei an der Ostküste von Maryland.
2016 erhielt Blockston den traditionsreichen Philadelphia Award.

## Zitate
- “Knowledge belongs to the world.”[14]

## Publikationen (Auswahl)
- Black Genealogy. Prentice-Hall, 1977
- „Escape From Slavery. The Underground Railroad“ (National Geographic, Juli 1984), National Geographic Society, Washington (Artikel)
- The Underground Railroad; First Person Narratives of Escapes to Freedom in the North. 1987
- A Commented Bibliography of One Hundred and One Influential Books By and About People of African Descent (1556–1982). A Collector's Choice. Amsterdam. A. Gerits & Sons., 1989 (Besprechung)
- (Hrsg.): Catalogue of the Charles L. Blockson Afro-American collection. Philadelphia: Temple University Press, 1990 *
- The Journey of John W. Mosley. Philadelphia: Quantum Leap Publisher. 1992, ISBN 978-0-9627161-7-1
- Hippocrene Guide to the Underground Railroad.  1994
- Philadelphia 1639–2000. Charleston, SC: Arcadia Publishing, 2000
- African Americans in Pennsylvania: above ground and underground. Harrisburg, Pa.: RB Books, 2001
- Liberty Bell Era: The African American Story. Harrisburg, Pa.: RB Books, 2003